# Pracownia Komet i Meteorów
Pracownia Komet i Meteorów (PKiM) – organizacja astronomiczna zrzeszająca miłośników astronomii z całej Polski. PKiM zajmuje się badaniem małych ciał Układu Słonecznego, głównie aktywnością rojów meteorów. Prowadzona działalność obejmuje obserwacje wizualne, teleskopowe, fotograficzne, video oraz radiowe.

## Historia i działalność
PKiM założona została przez Janusza Kosinskiego w marcu 1987 jako Pracownia Planetologii i Meteorytyki. W czerwcu 1989 roku organizacja uzyskała obecną nazwę. W grudniu 1991 roku, podczas VI Seminarium i I Walnego Zgromadzenia powołany został regulamin pracowni i uzyskała ona status stowarzyszenia astronomicznego. W 1993 roku PKiM rozpoczęła współpracę z International Meteor Organization (IMO), największą organizacją zrzeszającą miłośników meteorów na świecie. W roku 1995 pojawia się obecny logotyp pracowni zaprojektowany przez Grzegorza Bonikowskiego.
Pod koniec lat 90. XX wieku PKiM stała się najaktywniejszą grupą wizualnych obserwatorów meteorów na świecie, wykonując każdego roku około 2000 godzin obserwacji i badając intensywnie aktywność dużych rojów takich jak Perseidy, Orionidy, Lirydy i Leonidy. Dzięki wizualnym obserwacjom ze szkicowaniem tras meteorów na mapach o odwzorowaniu gnomonicznym udało się zbadać także aktywność kilku słabszych rojów meteorów (np. Alfa Cygnidy, Beta Ursa Minorydy). W tym samym czasie Pracownia prowadziła także teleskopowe obserwacje meteorów. W 2002 roku rozpoczęła dodatkowo obserwacje przy użyciu technik wideo, a następnie przy wykorzystaniu fal radiowych.
PKiM prowadzi swoją działalność nie tylko w Polsce. Jej członkowie aktywnie uczestniczą w międzynarodowych konferencjach naukowych związanych z tematyką małych ciał Układu Słonecznego oraz są organizatorami ekspedycji naukowych (np. wyprawa do Włoch na obserwacje Drakonidów w 2012 roku, wyprawa do Kanady na obserwacje wybuchu roju Camelopardalidów w 2014 roku).

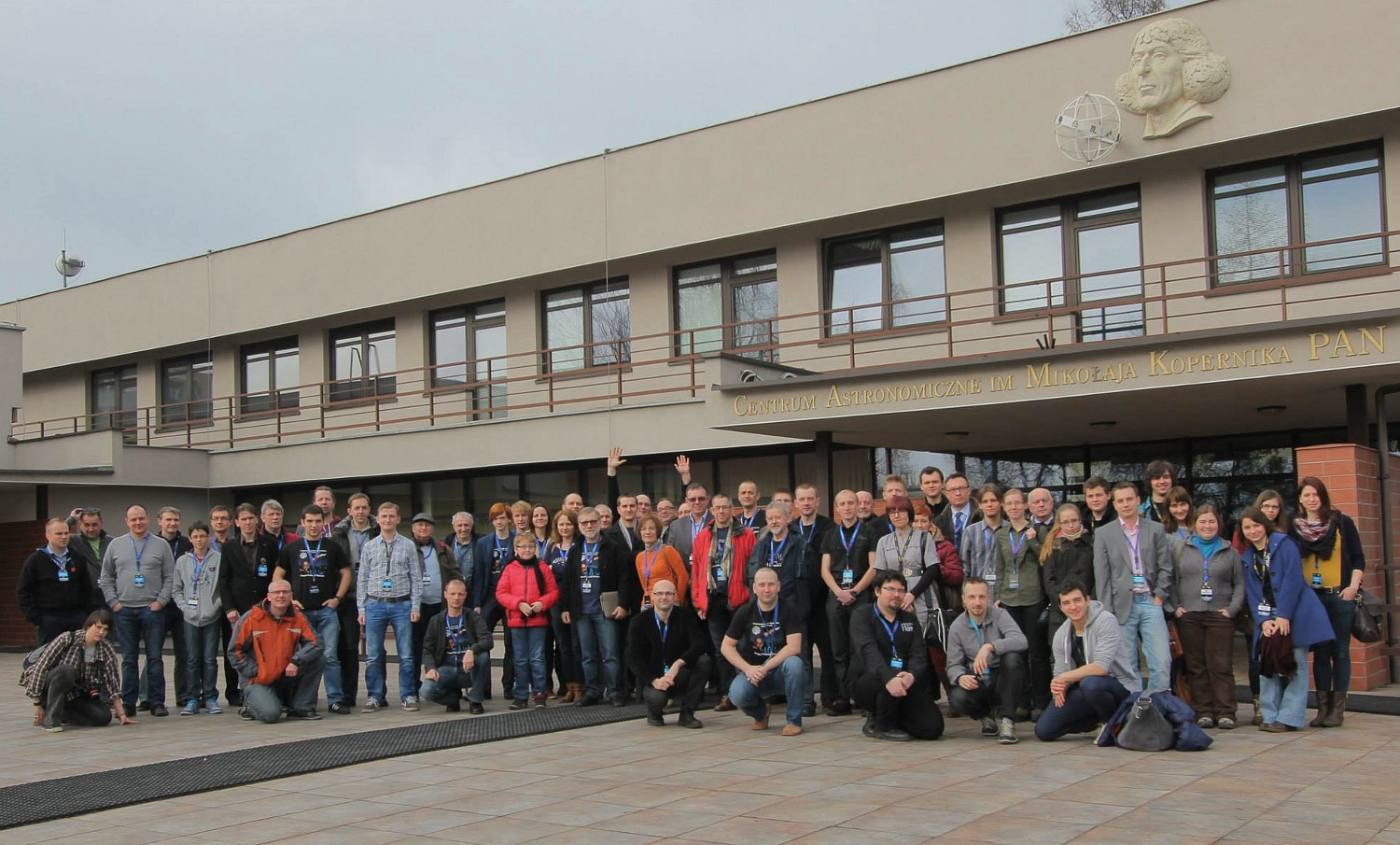
Uczestnicy XXIX Seminarium PKiM przed budynkiem Centrum Astronomicznego im. M. Kopernika PAN w Warszawie

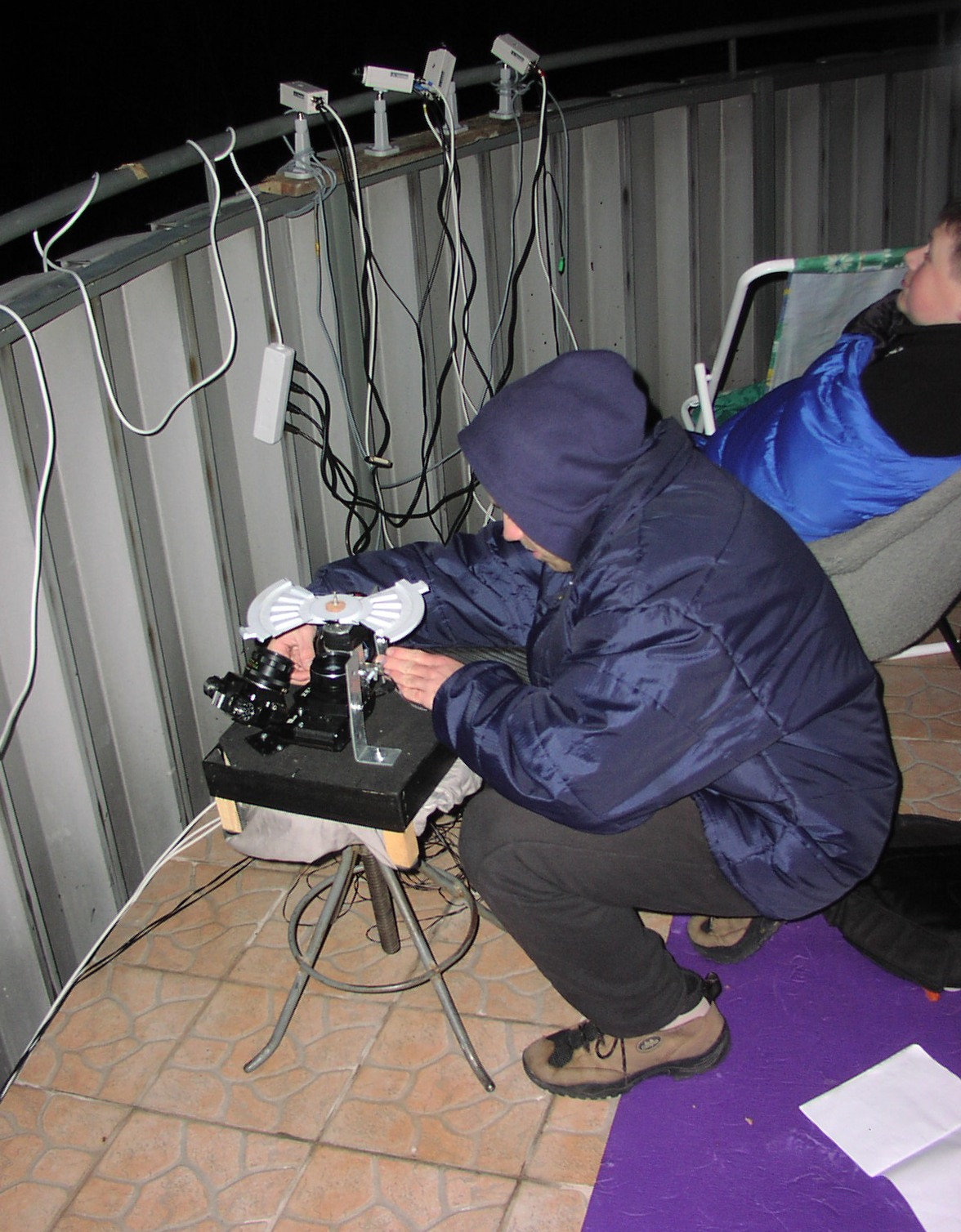
Obserwacje wybuchu aktywności Leonidów 2002 prowadzone przez członków PKiM

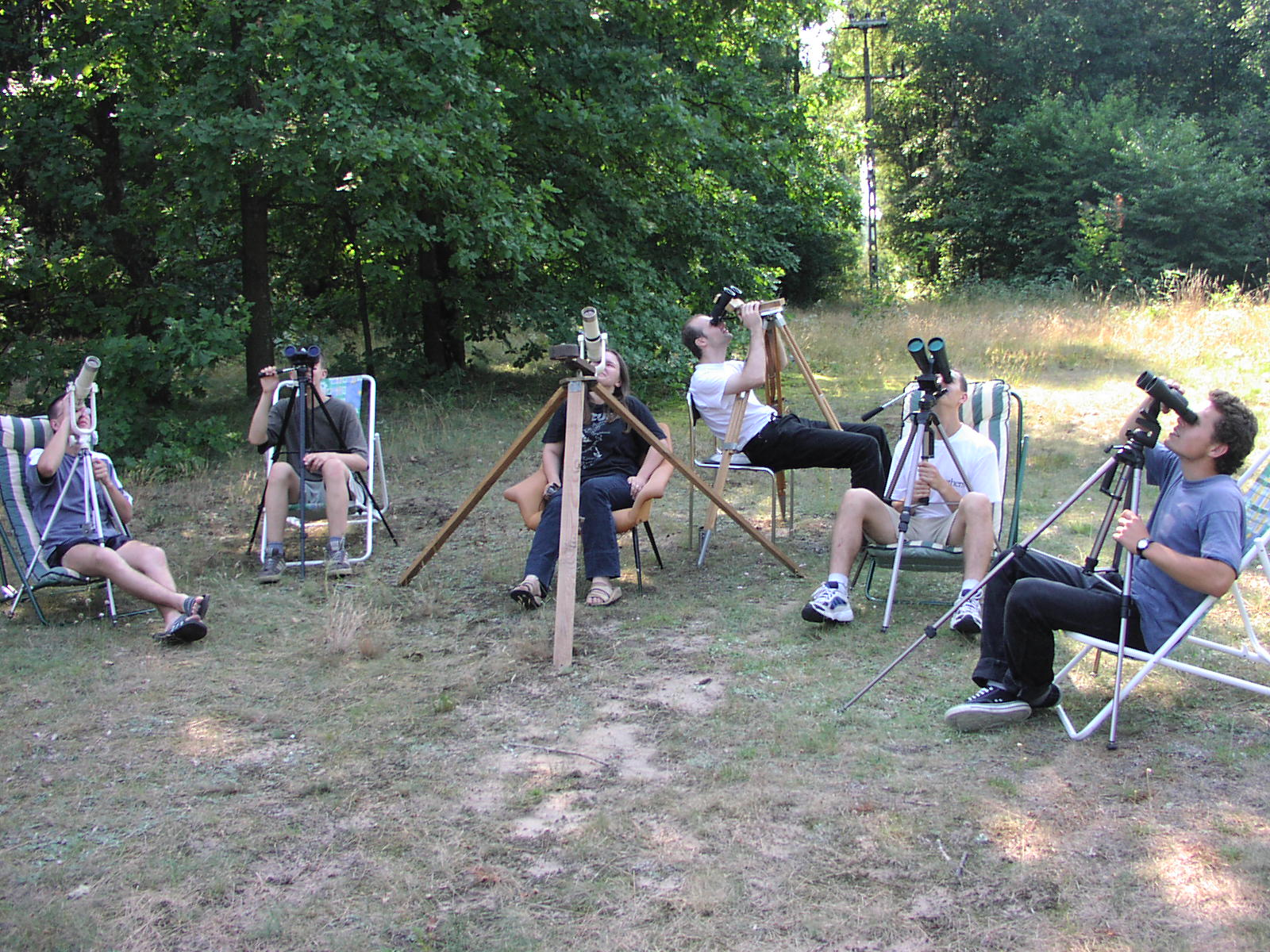
Przygotowanie do obserwacji teleskopowych podczas X Obozu PKiM w Ostrowiku w 2002 roku

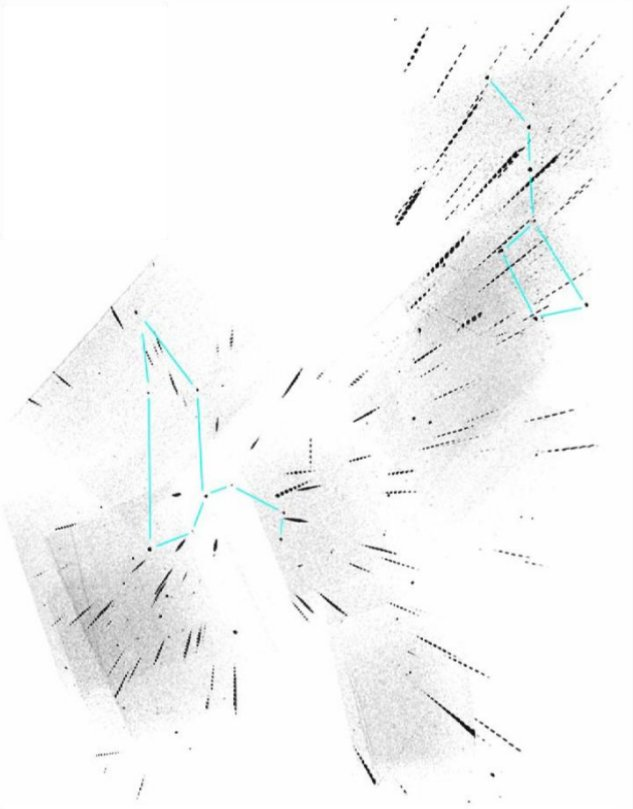
Prawie 240 Leonidów zaobserwowanych przy pomocy pierwszych w Polsce obserwacji techniką wideo przeprowadzonych w listopadzie 2002 roku

Członkowie PKiM dwukrotnie zorganizowali międzynarodowe konferencje naukowe z cyklu International Meteor Conference. Pierwsza z nich odbyła się w dniach 26–29 września 2002 roku we Fromborku i wzięło w niej udział prawie 100 astronomów zawodowych i miłośników astronomii z całego świata. Druga odbyła się w dniach 22–25 sierpnia 2013 roku w Poznaniu i wzięło w niej udział ponad 130 uczestników.
PKiM została zarejestrowana oficjalnie w sądzie rejonowym w roku 2007. Czasopismem wydawanym przez Pracownię jest dwumiesięcznik Cyrqlarz. Na początku lat 90. XX wieku Pracownia wydawała też kwartalniki Inerplanetary News i Astronomia Amatorska (nie mylić z miesięcznikiem Astronomia).
Od 2004 roku Pracownia realizuje projekt Polskiej Sieci Bolidowej (PFN od angielskiego Polish Fireball Network). Jego zadaniem jest rejestracja jasnych meteorów przelatujących nad terytorium Polski. Obserwacje są wykonywanie przez ponad 30 stacji bolidowych wyposażonych w kamery CCTV oraz cyfrowe aparaty fotograficzne z szerokokątnymi obiektywami. Bazowe obserwacje wykonane przez co najmniej dwie stacje pozwalają wyznaczyć trajektorię meteoroidu w atmosferze, jego orbitę w przestrzeni kosmicznej oraz miejsce potencjalnego spadku meteorytu.
Od 2010 roku działa Sekcja Meteorytowa PKiM, która jest jedyną w Polsce zorganizowaną grupą specjalizującą się w poszukiwaniu meteorytów, posiadającą przetestowane w terenie metody poszukiwawcze. Podstawowym zadaniem Sekcji jest odnajdywanie meteorytów pochodzących z rejestrowanych przez Polską Sieć Bolidową bolidów. Dzięki współpracy międzynarodowej poszukuje także spadków ze zjawisk zaobserwowanych przez zaprzyjaźnione organizacje (m.in. przez Sieć Europejską EN) w obszarach pola rozrzutu na terenie Polski i za granicami kraju. Sekcja prowadzi poszukiwania także w obszarach dawnych spadków.
Pracownia rokrocznie organizuje letnie obozy astronomiczne w Stacji Obserwacyjnej Uniwersytetu Warszawskiego w Ostrowiku, a także seminaria naukowe na przełomie lutego i marca w Centrum Astronomicznym im. Mikołaja Kopernika PAN w Warszawie.

## Władze PKiM
- 03.1987-09.1989 - Janusz W. Kosinski
- 10.1989-08.1990 - Witold A. Buźniak (p.o. kierownika PKiM)
- 09.1990-01.1991 - Janusz W. Kosinski
- 02.1991-07.1991 - Jowita Lis (p.o. kierownika PKiM)
- 08.1991-01.1994 - Janusz W. Kosinski
- 02.1994-01.2001 - Arkadiusz Olech
- 02.2001-01.2003 - Mariusz Wiśniewski
- 02.2003-01.2005 - Kamil Złoczewski
- 02.2005-02.2007 - Radosław Poleski
- 03.2007-obecnie - Przemysław Żołądek